# شهرستان ترمذ
ناحیهٔ تِرمِذ (Termiz District) یکی از ناحیه‌های استان سرخان‌دریا در کشور ازبکستان است.
مرکز این ناحیه شهر ترمذ است.